# Arrêt Société immobilière de Saint-Just
L'arrêt Société immobilière de Saint-Just est un arrêt rendu par le Tribunal des conflits le 2 décembre 1902, et s'inscrit dans la vaste offensive anticléricale qui a marqué la politique de l'État français entre 1880 et 1920. Il est remarquable par les conclusions prononcées par le Commissaire du gouvernement de l'époque, Jean Romieu, qui deviennent pour le juge la doctrine du droit administratif en matière d'exécution forcée.
L'administration française avait jusque-là un pouvoir autoritaire étendu, qui lui permettait de faire respecter ses décisions sur l'ensemble du territoire, et l'on acceptait qu'elle puisse dans ce but recourir à la force si besoin est. Or, le Tribunal des conflits et Jean Romieu ont précisé que telle vision était fortement réductrice.

## Les hypothèses permettant l’exécution forcée
En droit français, la décision de recourir à l'exécution forcée n'est légale que dans trois hypothèses distinctes : 
1. L'exécution forcée est explicitement prévue par la loi. Cette disposition nouvelle s'inspire de l'article 21 de la loi du 3 juillet 1877 sur les réquisitions militaires.
2. Il y a urgence[3]. À ce titre, le commissaire du gouvernement Romieu conclut : « il est de l’essence même du rôle de l’administration d’agir immédiatement et d’employer la force publique sans délai ni procédure, lorsque l’intérêt immédiat de la conservation publique l’exige ; quand la maison brûle, on ne va pas demander au juge l’autorisation d’y envoyer les pompiers ».
3. Il n'existe aucune autre sanction légale. Cette disposition, qui est l’objet principal de la décision du 2 décembre 1902, a été précisée par l'arrêt Abbé Bouchon du 17 mars 1911 qui utilise la formule suivante : le recours à la force est requis "à défaut de toute autre procédure pouvant être utilement employée ». Mais si l’arrêt Société immobilière de Saint-Just reconnaît cette troisième voie, qui consiste en un privilège de l’administration lorsqu’elle n’a pas d’autre solution, il lui fixe des conditions strictes.

## Les conditions du privilège de l’exécution forcée
Dans cette dernière situation d’exécution forcée, plusieurs conditions doivent en effet être remplies :
1. Il ne doit exister aucune sanction légale (caractère subsidiaire). En particulier, lorsque la résistance à l’exécution de l’acte a le caractère d’une infraction pénale, cette condition n’est pas remplie. L’introduction dans le nouveau code pénal de 1994 d’un article faisant du non-respect des règlements de police une contravention (article R. 610-5) conduit ainsi à écarter l’exécution forcée dans de nombreux cas.
2. La décision donnant lieu à exécution forcée doit trouver sa source dans un texte de lois précis.
3. L'administré confronté à l'exécution forcée doit avoir manifesté une « mauvaise volonté caractérisée[4] » ou une « résistance certaine ».
4. L'exécution forcée ne doit tendre qu'à l'application d'une décision légale, et l'usage de la contrainte ne doit pas excéder ce qui est strictement indispensable à cette application[5].

## Les conséquences d'un recours illégal à l'exécution forcée
La sanction du recours illégal à l'exécution forcée consiste en la qualification de cette décision administrative comme voie de fait, et ce dès lors qu'elle porte atteinte à un droit ou une liberté, sauf si l'exécution forcée est prévue par la loi.